# Симович, Слободан
Слобода́н Си́мович (22 мая 1989, Чачак, СР Сербия, Югославия) — сербский футболист, защитник клуба «Кишварда».

## Карьера
Выступал за сербские команды «Нови-Сад» и «Спартак» (Суботица). В составе последней провёл 4 игры в Лиге Европы.
В начале февраля 2012 года Симович заключил трёхлетний контракт с минским «Динамо». За три года Слободан сыграл за столичный клуб 95 матчей во всех турнирах, отметился 3 голами (2 из них забиты в чемпионате Белоруссии, один — Лиге Европы). По итогам сезона 2013 был включён в символическую сборную чемпионата Белоруссии. Сыграл 5 матчей на групповом этапе Лиги Европы (2014/15). Стал серебряным и дважды бронзовым призёром чемпионата Белоруссии, играл в финале Кубка страны, был и капитаном команды. Но после окончания срока действия контракта новый клубом предложен не был, и футболист покинул «Динамо» в качестве свободного агента.
В январе 2015 Симович подписал соглашение на два с половиной года с сильнейшим словацким клубом «Слован» из Братиславы, с которым вскоре стал бронзовым медалистом чемпионата, а в следующем сезоне и серебряным.
Но в июне 2016 года Симович перешёл на год в израильский клуб «Хапоэль» из города Кфар-Сава. Провёл 27 игр, но клуб занял 13 место и вылетел из Высшей лиги ха-Аль.
С июня 2017 года выступал за казахстанский клуб «Актобе». Провёл 10 игр, ничем не выделившись, не стал игроком основного состава. По итогам сезона «Актобе» принял решение не продлевать контракт с игроком.
В феврале 2018 года был заявлен борисовским БАТЭ.
В январе 2020 года перешёл в венгерский клуб «Кишварда».

## Достижения
«Динамо» (Минск)
- Серебряный призёр чемпионата Белоруссии: 2014
- Бронзовый призёр чемпионата Белоруссии (2): 2012, 2013

«Слован» (Братислава)
- Серебряный призёр чемпионата Словакии: 2015/16
- Бронзовый призёр чемпионата Словакии: 2014/15

## Интересы
Слободан любит испанский футбол. Среди испанских команд предпочитает «Мальорку».

## Достижения

### Личные
- Включен Белорусской федерацией футбола в список 22 лучших футболистов чемпионата: 2013[источник не указан 2401 день]